# Collinsia parviflora
Collinsia parviflora là một loài thực vật có hoa trong họ Mã đề. Loài này được Douglas ex Lindl. mô tả khoa học đầu tiên năm 1827.

## Hình ảnh

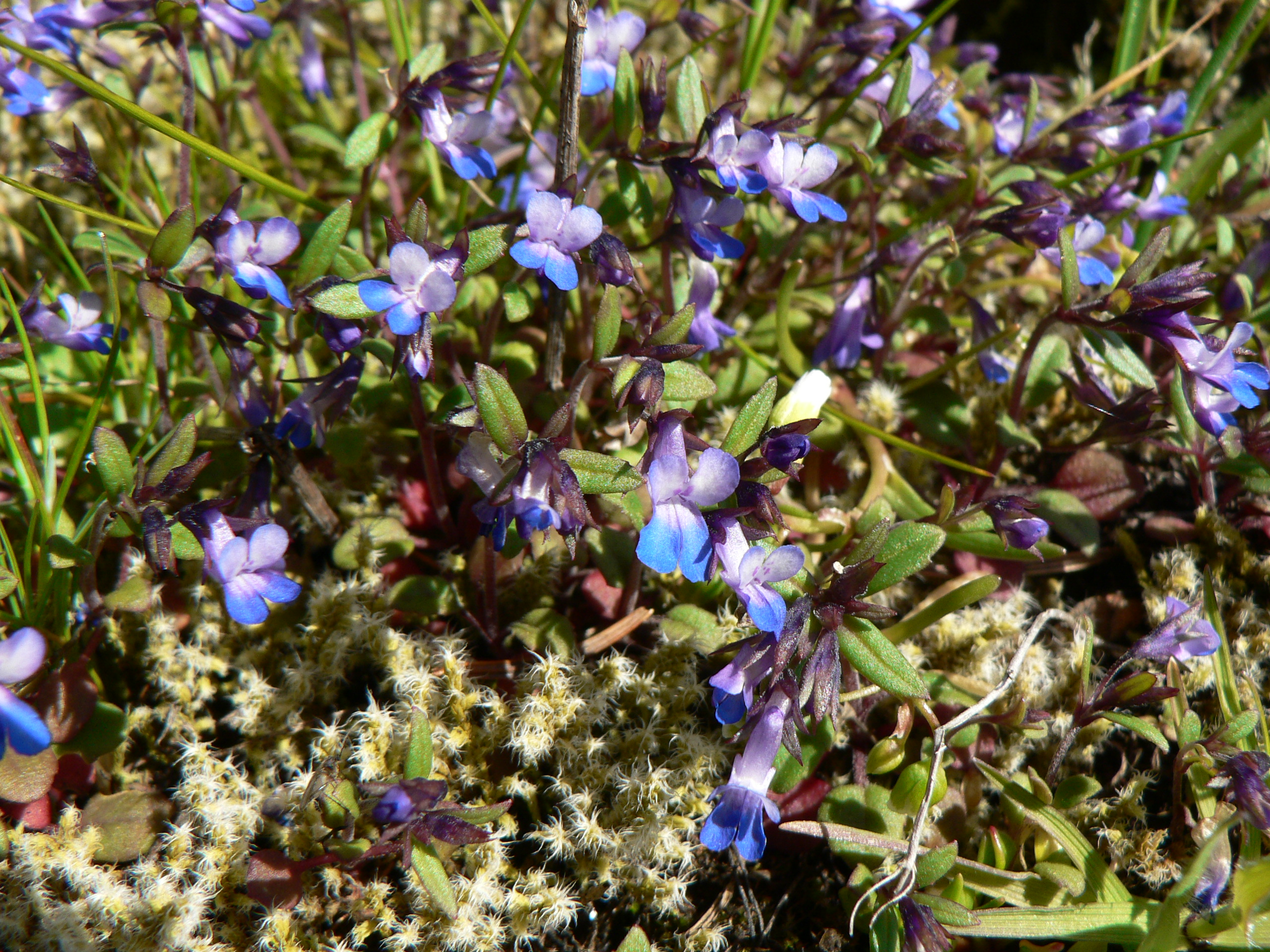
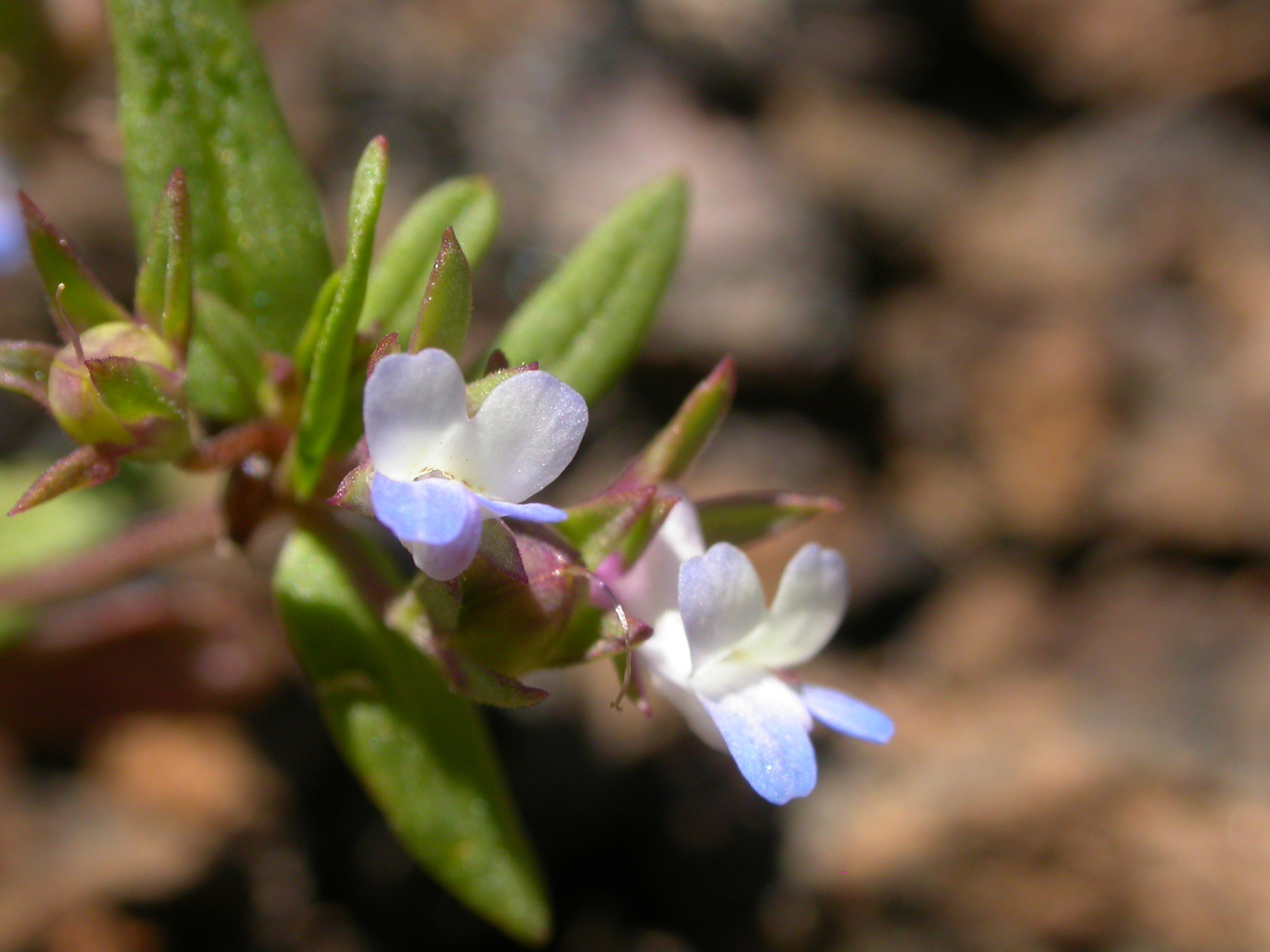
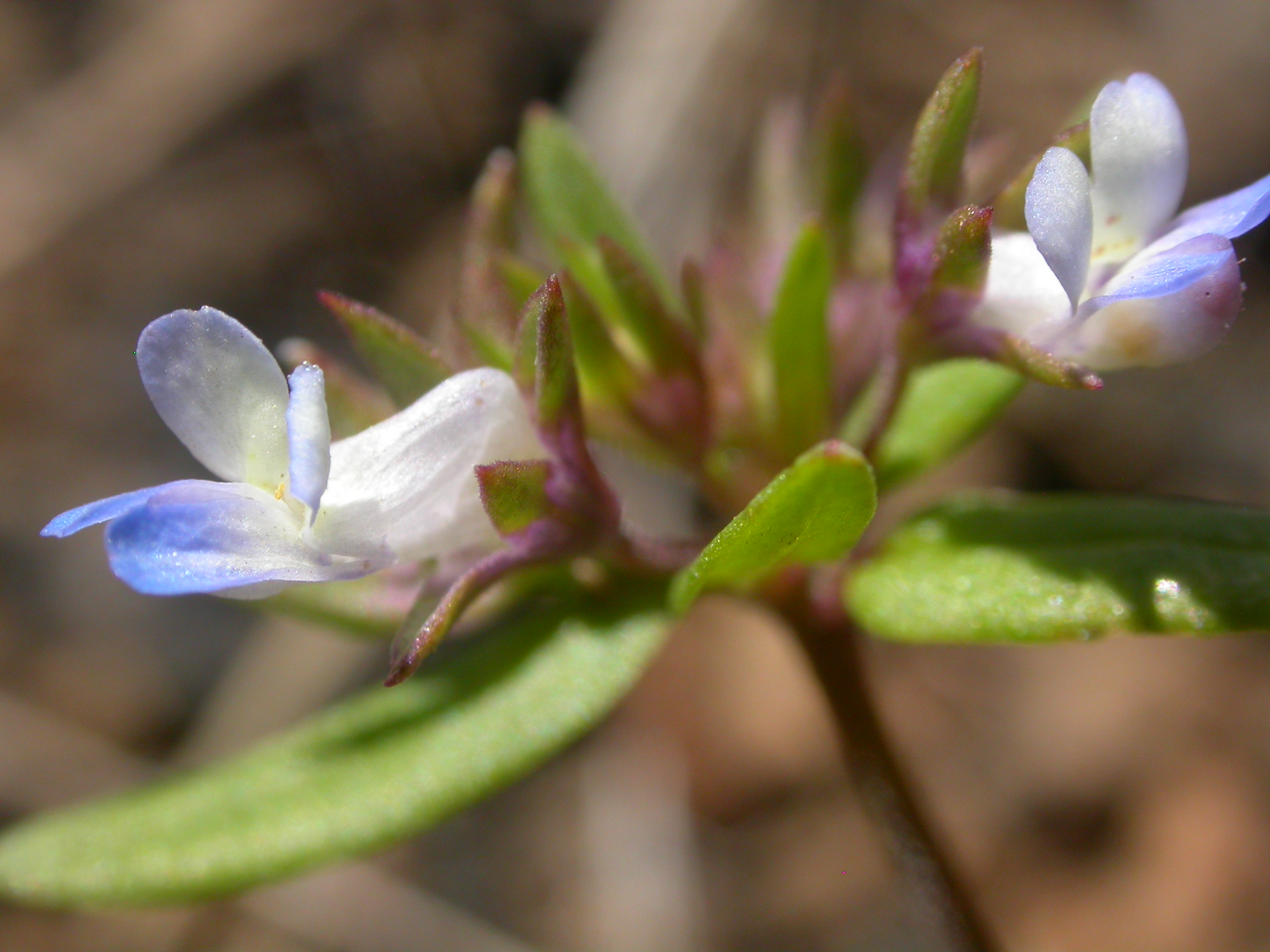
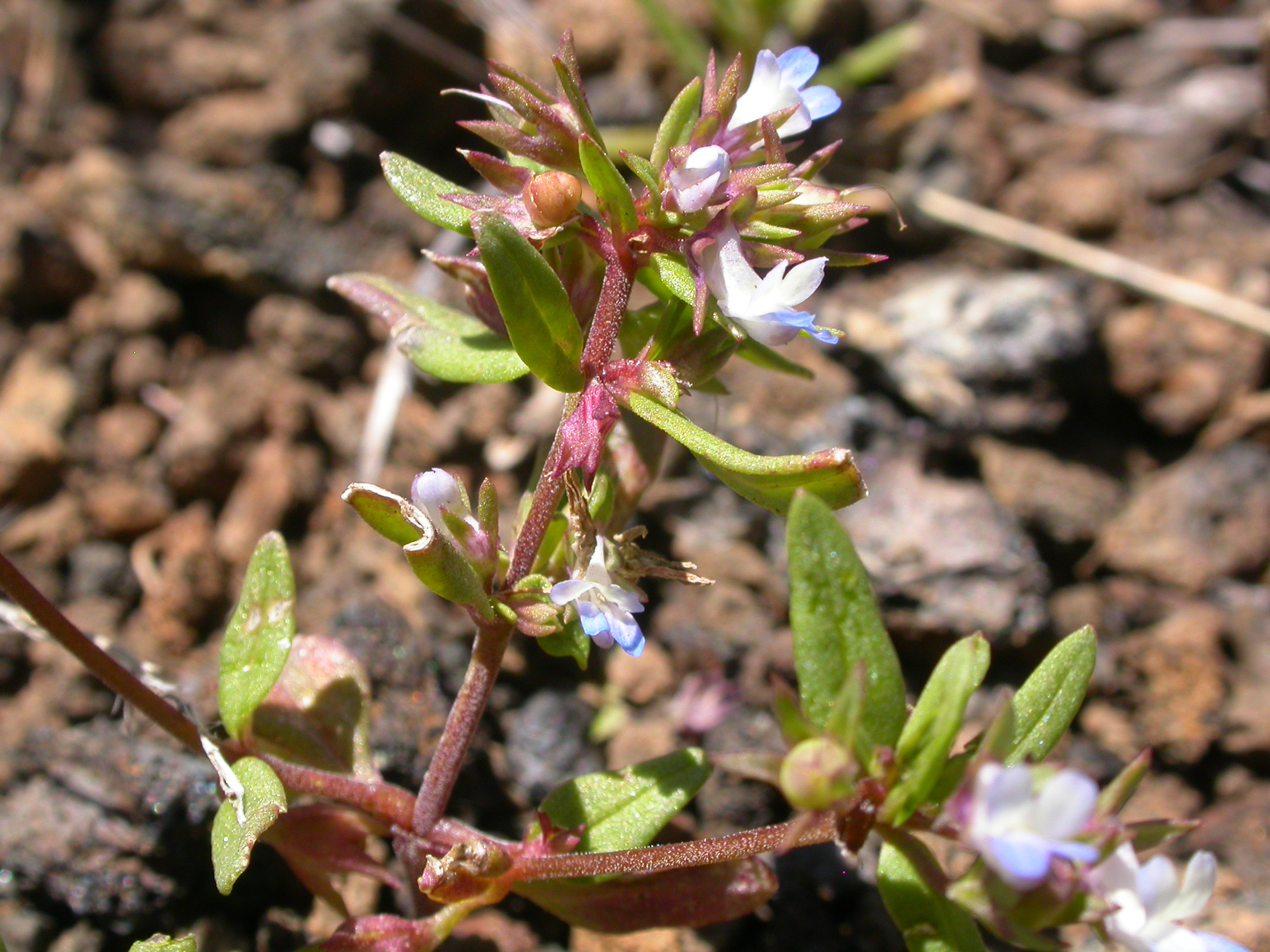